# هاغوب يعقوبيان
هاغوب يعقوبيان هو ثري أرمني كان عميدًا للجالية الأرمنية في مصر. أسس عمارة يعقوبيان في شارع سليمان باشا (طلعت حرب حاليًا) بقلب القاهرة سنة 1934.